# Lalu Muhammad Zohri
Lalu Muhammad Zohri (Pemenang, 1º luglio 2000) è un velocista indonesiano, primo indonesiano a vincere i 100 metri piani ai campionati mondiali under 20.
Sulla stessa distanza, è stato medaglia d'argento ai campionati asiatici 2019.
Con il tempo di 10"03 detiene il primato nazionale (e asiatico under 20) della specialità, stabilito a Osaka il 19 maggio 2019.

## Palmarès
| Anno | Manifestazione      | Sede     | Evento      | Risultato  | Prestazione | Note                                     |
| ---- | ------------------- | -------- | ----------- | ---------- | ----------- | ---------------------------------------- |
| 2018 | Mondiali U20        | Tampere  | 100 m piani | Oro        | 10"18       | Miglior prestazione nazionale under 20   |
| 2018 | Giochi asiatici     | Giacarta | 100 m piani | 7º         | 10"20       |                                          |
| 2018 | Giochi asiatici     | Giacarta | 4×100 m     | Argento    | 38"77       | Record nazionale                         |
| 2019 | Campionati asiatici | Doha     | 100 m piani | Argento    | 10"13       | Record nazionale                         |
| 2019 | Mondiali            | Doha     | 100 m piani | Batteria   | 10"36       |                                          |
| 2021 | Giochi olimpici     | Tokyo    | 100 m piani | Batteria   | 10"26       |                                          |
| 2022 | Mondiali indoor     | Belgrado | 60 m piani  | Semifinale | dns         |                                          |
| 2022 | Mondiali            | Eugene   | 100 m piani | Batteria   | 10"42       | Miglior prestazione personale stagionale |
| 2023 | Giochi asiatici     | Hangzhou | 100 m piani | 6º         | 10"16       |                                          |
| 2023 | Giochi asiatici     | Hangzhou | 4x100 m     | 5º         | 39"25       | Record nazionale                         |
| 2024 | Giochi olimpici     | Parigi   | 100 m piani | Batteria   | 10"26       |                                          |
| 2025 | Campionati asiatici | Gumi     | 100 m piani | Semifinale | dns         |                                          |